# شاشة لمس افتراضية
يُطلق مصطلح «شاشة لمس افتراضية» (اختصار: VTS) على أي واجهة مستخدم تُعزز محاكاة الكائنات الافتراضية داخل الحياة الواقعية إما من خلال جهاز عرض أو أجهزة بصرية تستخدم أجهزة استشعار لتتبع تفاعل الشخص مع الكائن الافتراضي. فعلى سبيل المثال باستخدام شاشة عرض ونظام بروجيكتر يمكن لأي شخص صنع صور تبدو ثلاثية الأبعاد وكأنها تطفو في الجو. بعض الأنظمة تستخدم أجهزة عرض بصرية توضع على الرأس لتعزير محاكاة عرض الكائنات الافتراضية على شاشة عرض شفافة تستخدم مستشعرات لتحديد التفاعل الجسدي والبصري مع الكائنات الافتراضية المعروضة.

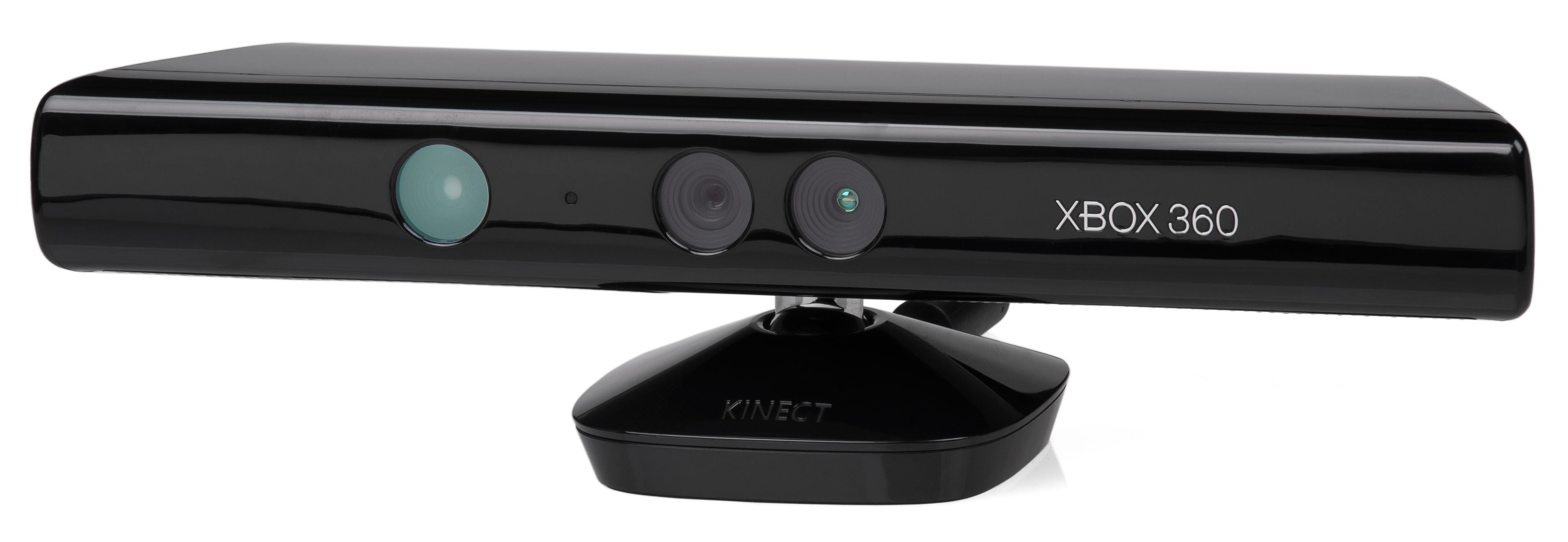
كينكت، شائع استخدامها بالتفاعل الحركي.